# اثر اسلش دات

اثر اسلش دات

اثر اسلش دات یا اثر ردیت زمانی رخ می دهد که یک وبسایت پربازدید دارای لینکی به سایتی گمنام باشد و در نتیجه ترافیک عظیمی را به سایت کوچک‌تر منتقل کند.این باعث فشار بر روی سایت کوچک شده و ممکن است آن را کند یا حتی از دسترس خارج کند. لینک شدن از سابردیت‌های معروف یا گوگل دودل‌هایی که معمولاً لینکی به صفحه جستجوی مربوط به موضوع لوگو دارند و ترافیک عظیمی را به سایت‌های فهرست شده در این صفحات منتقل می‌کنند از عوامل اصلی این اثر هستند.